# Nebria aenea
Nebria aenea  (лат.) — вид жуков рода Жужелицы-небрии (Nebria) семейства Жужелицы (Carabidae). Впервые описан в 1825 году немецким естествоиспытателем Фридрихом Августом Геблером.

## Описание, распространение
Жук чёрного цвета.
Обитает в Казахстане, России (Тигирекский заповедник) и Монголии.

## Подвиды
- Nebria aenea aenea (Gebler, 1825) — Россия (Алтайские горы), Казахстан, Монголия. Также рассматривался как отдельный вид — Nebria mongolica (Jedlicka, 1969) (сейчас используется как синонимичное название)[5].
- Nebria aenea cyanoviolacea (Dudko, 2006)[6].